# بادن باول

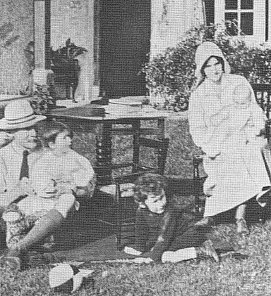
بادن باول

اللورد روبرت ستيفنسون سميث بادن باول (22 فبراير 1857 - 8 يناير 1941) ضابط بالجيش البريطاني وكاتب ومؤسس الحركة الكشفية.

## طفولته
ولد «روبرت ستيفنس سميث بادن باول» في 22 فبراير عام 1857، وكان السادس من الذكور والثامن من مجموع الأطفال العشرة لريفريند بادن باول في جامعة أكسفورد. أما والده الروحي فهو روبرت صن ابن جورج ستيفن سن مخترع السكك الحديدية.
توفي والد بادن باول وقت كان في الثالثة من عمره، ولم يترك شيئاً لأسرته. تلقى بادن باول علومه الأولى من والدته ثم التحق بعد ذلك بمدرسة روز هيل في تونبريدج في ويلز، إذ حصل على منحة لدى مدرسة شارتر هاوس التي كانت في لندن حينما التحق بها ثم سرعان ما انتقلت أثناء وجوده فيها إلى غود المينغ في مقاطعة سوري من الريف الإنجليزي، حيث واتته الفرصة ليكون قريباً من حضن الطبيعة التي أصبح لها تأثير عظيم في حياته في ما بعد.
وكان كثيراً ما يختبئ من المدرسة في الغابة التي تحيط بها، كما كان ينطلق في صيد الأرانب البرية وطهوها إذ كان طاهياً ماهراً. واستفاد بادن باول من العطلات وكان يبحث عن المغامرة مع أشقائه دائماً. وفي إحدى العطلات قاموا برحلة استكشافية بالقارب حول الساحل الجنوبي لانجلترا، وفي رحلة أخرى استشكفوا منابع نهر التايمز بقارب من الكانوي، وكانت مثل تلك الرحلات نادرة الحدوث للفتيان الصغار ذلك الوقت.
كتب فيما بعد عن هذه الفترة يقول: «لقد تحققت في أثنائها في بعض ما يحيط بنا من عجائب، وتكشف لناظري ما في الغابة والشمس من جمال».

## حياته العسكرية
اجرى امتحان دخول الجيش بدون علم أهله، ونجح بتفوق فعين فوراً برتبة ضابط وقد برهن على انه جندي لامع، وسرعان ما رقي.... أحرز نجاحا مدهشا...
ولعل أشهر نجاح عسكري أحرزه الكولونيل «بادن باول» كان عندما حاصره وألفا من رجاله تسعة آلاف رجل من ثائري البوير (شعوب من اصل هولندي) في مدينة مافكنغ في جنوب أفريقيا. دام حصار مدينة مافكنغ 217 يوما إلى ان وصلت إليها التعزيزات.... وكان له من العمر 46 سنة.
استطاع بادن باول وجنوده الصمود بفضل التكتيكات المميزة التي لجأ إليها، فبالرغم من عدم امتلاكه سوى لمدفعين فقد لجأ إلى نشر جذوع الأشجار في محيط المدينة، وأخذ ينقل المدفعين من مكان إلى اخر مطلقاً قذيفة من كل مكان. فظن المهاجمون انهم يمتلكون ترسانة مدفعية كاملة. كما أمر جنوده بالحركة الدائمة في الموقع وبإصدار أكبر ضجة ممكنة ليوهموا المهاجمين بان عدد الجنود في الحصن كبير. وأسس فرقة استطلاعية دعاها الكشافة. كانت مهمتها القيام باستكشاف خطوط العدو. وقد استعمل في وقت لاحق بعض هذه التقنيات في تدريب الكشافة.
وحين عودته إلى الوطن عام 1900 صادف نجاحاً وشعبية باعتباره بطلاً قومياً، كما وجد أن الكتيب الصغير الذي أعده لجنوده (مساعدات في النواحي الكشفية) استخدمه قادة الشباب والمدرسون في أنحاء البلاد في تدريبهم.

## بداية المغامرة
عند عودة «بادن باول» إلى بريطانيا اندهش لأن ألفتيان كانوا يقبلون على شراء كتابه وأطلقوا على انفسهم اسم «فتيان الكشافة». وبذلك شكلوا جماعات صغيرة لممارسة الكشفية.و نتيجة لذلك قرر «بادن باول» ان يعيد النظر في الكتيب ليجعله أكثر ملائمة للشباب. وفي صيف 1907 كان مستعدا لوضع افكاره موضع التجربة.
في شهر آب 1907 أقام «بادن باول» مع مجموعة من مساعديه الكبار مخيما في جزيرة براونسي Brown Sea بيول ماربر دورست.
قسم «بادن باول» الفتيان إلى مجموعات عهد بكل واحد منها إلى فتى متقدم في السن. واستمتع الفتيان بأوقاتهم في المخيم في السباحة، والتعقب خفية، وممارسة الألعاب والإصغاء حول النار الليلية إلى بادن باول وهو يقص عليهم مغامراته.
وفي عام 1908 أصدر كتاب «الكشافة للفتيان» الذي ترجم إلى أكثر من 35 لغة وانتشرت الكشافة بسرعة في كل أنحاء الامبراطورية البريطانية، وكذا في الدول الأخرى حتى توطدت عملياً في كل جزء من العالم، ثم استؤصلت بعد ذلك من بعض الدول التي أصبحت تحت الحكم الشمولي.
عام 1910 وضع «بادن باول» وشقيقته برنامجا للفتيات، فانطلقت حركة المرشدات. وفي العام ذاته انسحب «بادن باول» من الجيش.
وفي عام 1912 تزوج «اوليف سانز كلير سومس» التي شاركته اهتمامه بالشباب. وأصبح «بادن باول» في أول مهرجان كشفي دولي عام 1920 قائد كشافة العالم. وجعل منه عام 1929 الملك جورج الخامس، نبيلا (لورد) فأصبح لورد «بادن باول» اوف غلويل.وتوفي عام 1941 وكان عمره 83 سنة.

## الكشفية منهج تربوي
القائد إنسان بناء يهدف بتحركه إلى تربية الشباب وتوجيههم، لتأهيل أبناء أنقياء، أقوياء شجعان ويحبون الوطن. الكشفية هي تربية تكمّل المدرسة والبيت ولا تحل مكانهما. إذ يربى الكشاف على الإخلاص لإيمانه. العمل الكشفي يؤازر العائلة والمدرسة. هدف الكشاف اثارة اهتمام الشباب بمغامرة الانطلاق في البحث عن معنى حياتهم وسر وجودهم.
المبادئ التربوية الكشفية:
- الثقة بالذات، شعور بعزة النفس، الشرف، حب المسؤولية.
- ان يحافظ على شرفه وشرف الجماعة التي ينتمي إليها والتي يكون مسؤؤلا عنها.
- لتحقيق النمو يجب السيطرة على الذات وعلى جميع الطاقات الذاتية
- التأقلـم، النمـو
- اطار حياة الكشافة: الطبيعة وروح المغامرة
- الشروط التطبيقية لكشّافٍ أصيل: تطبيق نظام الفرقة (Patrouille)
- برنامج منهجي في النمو الشخصي: فرض قيمة أخلاقية إيجابية يجب الالتزام بها
- دعوة إلى حياة خارج المحيط العادي: تربية إنسانية، فن القيادة والتعامل مع الآخر- هو تعامل مع الذات، التعاون.
- مبادئ الكشاف: الثقة بالذات، الصحّة، الخلق، الخدمة، والحياة الروحية

الأهداف:
- الأطباع أو تنمية الشخصية
- الصحة أو التنمية الجسدية
- الحرفة أو تطوير المهارة اليدويّة
- معرفة الاخرين أو التنمية الاجتماعية
- معرفة الله أو التنشئة الروحية

## وصية بادن باول لكل كشاف
أعزائى الكشافين
لو شاهدتم في يوم ما مسرحية بيتر بان فسوف تتذكرون كم كان زعيم القراصنة دائما ما يحتفظ بوصيته المكتوبة وذلك لأنه كان يخاف عندما يأتي يوم مماته ألا يجد الوقت الكافى كى يخرجها من صدرة فيعرف من حولة ماذا يريد منهم فعله بعدما يموت وهذا بالضبط ما يحدث معى لذا وبالرغم من أننى لا أحتضر في هذة اللحظات فإننى أعرف أن لحظة رحيلى سوف تأتى لذا فقد أردت ان أبعث إليكم بكلمة وداع صغيرة.
تذكروا أن هذه هي أخر مرة سوف تستمعون إلى فيها لذا فأمعنوا التفكير في كلماتى جيدا لقد عشت حياة سعيدة وأتمنى لكل منكم أن يعيش حياة سعيدة أيضا وأنا أؤمن أن الله قد خلقنا في هذه الدنيا الرائعة كى نستمتع بالحياة وهذة السعادة لا تأتى بالمال ولا بتحقيق النجاح في العمل ولا بأن تسمح لنفسك أن تتمتع بأشياء أنت في غير حاجة إليها ولكن خذ خطوة نحو السعادة بأن تجعل نفسك أكثر صحة وقوة بينما أنت صبى صغير وعندها فسوف تكون نافعا وسوف تستمتع بحياتك وأنت رجل كبير
دراسة الطبيعة سوف تريك كم من الجمال والروعة التي وضعها الله في هذا العالم كى نتمتع به
استكمل ما قد تكون قد بدأته وأجعله أفضل وأنظر دائما إلى الجانب المشرق من الأشياء وأترك الجانب المعتم منها وتذكر أن الطريق الحقيقى للحصول على السعادة هو بإعطائها للأخرين وحاول أن تترك في هذا العالم أثرا طيبا يحسن ما وجدت عليه الحال عندما جئت إليه وعندما يأتي وقت رحيلك فسوف تموت سعيدا لأنك سوف تشعر أنك لم تضع حياتك هباء ولكنك بذلت كل ما في وسعك.
«كن مستعد» دائما في طريق حياتك أن تعيش سعيدا وأن تموت أيضا سعيدا وألتصق بوعدك الكشفى الذي قطعته على نفسك بينما كنت صبيا وليوفقك الله وليضعك على الطريق الصحيح
صديقك: روبرت بادن - باول

## روابط خارجية
- بادن باول على موقع IMDb (الإنجليزية)
- بادن باول على موقع الموسوعة البريطانية (الإنجليزية)
- بادن باول على موقع مونزينجر (الألمانية)
- بادن باول على موقع ميوزك برينز (الإنجليزية)
- بادن باول على موقع إن إن دي بي (الإنجليزية)
- بادن باول على موقع ديسكوغز (الإنجليزية)
- بادن باول على موقع قاعدة بيانات الفيلم (الإنجليزية)